# Sinfonia n. 39 (Mozart)

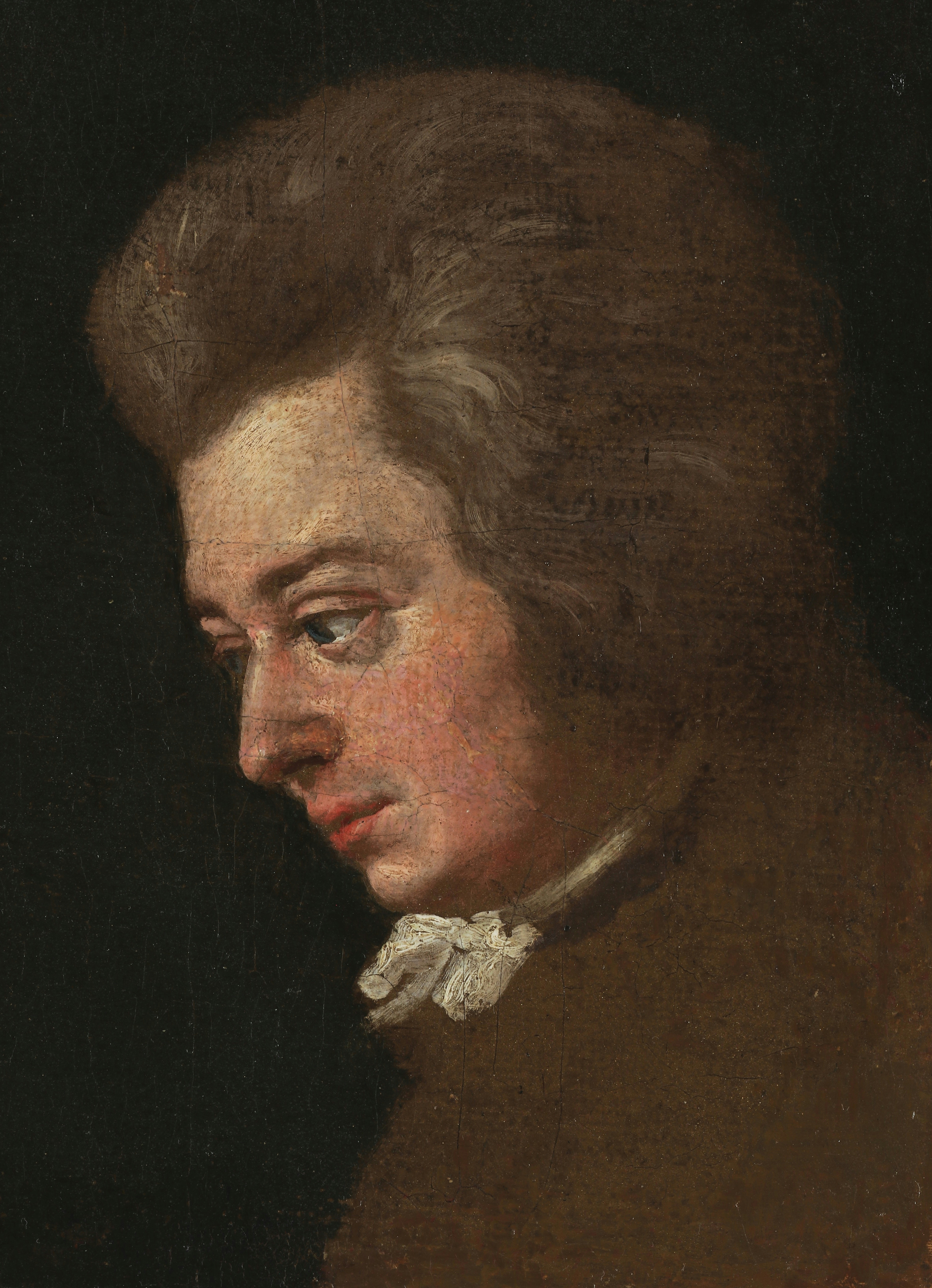
Wolfgang Amadeus Mozart ritratto nel 1783 dal cognato Joseph Lange.

La sinfonia n. 39 in Mi bemolle maggiore K 543 è una composizione di Wolfgang Amadeus Mozart, ultimata a Vienna il 26 giugno 1788. Si tratta della prima di tre sinfonie (le altre sono la n. 40 e la n. 41) composte in rapida successione durante l'estate del 1788.

## Storia

### Composizione
La data di completamento della sinfonia n. 39 è nota con esattezza perché Mozart, durante gli anni della sua maturità, tenne un catalogo completo delle proprie opere, nel quale inserì questa sinfonia il 26 giugno 1788. L'estate del 1788 fu, per Mozart, un periodo eccezionalmente creativo, durante il quale completò anche la sonata per pianoforte n. 16 in Do maggiore K 545, il trio n. 4 per pianoforte e archi in Mi maggiore K 542, la sonata per violino n. 36 in Fa maggiore K 547 e le sinfonie n. 40 e n. 41, queste ultime rispettivamente il 25 luglio e il 10 agosto. Nikolaus Harnoncourt ipotizzò che Mozart avesse composto le tre sinfonie come un'opera unitaria, sottolineando, fra le altre cose, che la sinfonia n. 39 ha una grandiosa introduzione, ma non ha un finale monumentale (a differenza della n. 41).
Non è chiaro per quale scopo venne composta. Durante i suoi anni giovanili, quando risiedeva ancora a Salisburgo, la creazione di nuove sinfonie era stata un'attività a cui Mozart, per soddisfare richieste legate a commissioni nobiliari o a occasioni celebrative, si era dedicato con assiduità. Con il suo trasferimento a Vienna, avvenuto nel 1781, vennero meno i rapporti con la corte arcivescovile e con la nobiltà di Salisburgo e, perciò, la composizione di nuove sinfonie vide una netta diminuzione. La popolarità di Mozart a Vienna attraversava periodi di alti e bassi e il suo sostentamento si basava essenzialmente su lezioni private e su accademie per sottoscrizione, cioè su concerti destinati a raccogliere fondi a beneficio dei compositori.
Le rappresentazioni del Don Giovanni al Burgtheater di Vienna, iniziate il 7 maggio 1788, non riscossero il successo travolgente che avevano invece avuto a Praga, dove l'opera aveva esordito il 29 ottobre 1787, peggiorando ulteriormente la situazione finanziaria del compositore. A partire dal biennio 1786-87, infatti, Mozart aveva iniziato ad avere crescenti problemi economici: le sue entrate erano diminuite di circa un terzo rispetto al 1784, per poi calare ulteriormente nel 1788 e nel 1789. Il compositore, oltre agli umori altalenanti del pubblico viennese, scontò anche l'effetto di una congiuntura internazionale sfavorevole: la guerra russo-turca, che si stava combattendo in quegli anni fra l'Impero russo e l'Impero ottomano, ebbe ripercussioni anche sulla vita musicale viennese fra il 1788 e il 1791 portando, fra l'altro, a una drastica diminuzione generale dell'attività concertistica.
Per far fronte alle difficoltà economiche Mozart fu costretto a intensificare la sua attività con la realizzazione di nuovi brani destinati o all'insegnamento, o ad occasioni contingenti. Secondo i musicologi Otto Erich Deutsch e Maynard Solomon, Mozart stava preparando tre accademie per sottoscrizione che si sarebbero tenute al Trattnerhof o in una nuova struttura sulla Spiegelgasse di Vienna, di proprietà di un tale Philipp Otto, e le nuove sinfonie n. 39, 40 e 41 dovevano essere state composte per questo scopo. Mozart inviò anche due biglietti-omaggio per questi concerti ad un suo amico, Michael von Puchberg, ma dalle fonti documentali non è possibile stabilire con certezza se, poi, questi concerti ebbero effettivamente luogo oppure no.

### Prima esecuzione e pubblicazione
Diversi musicologi, in passato, ipotizzarono che Mozart non avesse mai sentito eseguire la sua sinfonia n. 39. Studi moderni, invece, dimostrano come questa congettura sia improbabile. Il musicologo Howard Robbins Landon sostiene che le sinfonie n. 39, n. 40 e n. 41 furono le principali nuove opere eseguite durante una serie di concerti che si tennero nell'autunno del 1788. Secondo Neal Zaslaw è possibile che Mozart abbia portato le tre sinfonie nella sua tournée in Germania nel 1789. Il 17 aprile 1791, inoltre, fu tenuto un concerto al Burgtheater di Vienna, diretto da Antonio Salieri, durante il quale venne eseguita una sinfonia non identificata di Mozart. Siccome l'orchestra comprendeva, fra gli altri, i fratelli clarinettisti Johann e Anton Stadler, sempre secondo Zaslaw tale organico limiterebbe le possibilità solo alle sinfonie n. 39 e n. 40, in quanto sono le uniche due a prevedere i clarinetti nella partitura. La prima edizione della sinfonia n. 39 fu realizzata nel 1797 dall'editore Johann André di Offenbach, che ne pubblicò le parti separate. La partitura completa fu pubblicata nel 1880 da Breitkopf & Härtel a Lipsia, che la stampò con il titolo Wolfgang Amadeus Mozarts Werke, Serie VIII, No. 39.

## Strumentazione
La partitura è scritta per un'orchestra composta da:
- Archi: violino 1° e 2°, viola, violoncello e contrabbasso.
- Fiati: un flauto, due clarinetti in Si bemolle e due fagotti.
- Ottoni: due trombe in Mi bemolle e due corni in Mi bemolle.
- Percussioni: timpani in Mi bemolle e in Si bemolle.

## Struttura e analisi
La sinfonia è composta da quattro movimenti:
1. Adagio, tempo 2/2 in Si bemolle maggiore – Allegro, tempo 2/2, in Si bemolle maggiore.
2. Andante con moto, tempo 2/4, in La bemolle maggiore.
3. Minuetto: Allegro, tempo 3/4, in Mi bemolle maggiore - Trio, tempo 3/4, in Mi bemolle maggiore.
4. Allegro, tempo 2/4, in Mi bemolle maggiore.

L'esecuzione di questa sinfonia dura circa 25 minuti.

### Adagio - Allegro
Il primo movimento, Adagio - Allegro, è scritto in Mi bemolle maggiore e in tempo C, che nell'Allegro cambia in 3/4. Come le sinfonie n. 36 Linz e n. 38 Praga, anche la n. 39 si apre con una introduzione lenta e maestosa. L'Allegro è in forma-sonata e presenta contrasti dinamici molto marcati, nello stile tipico delle prime sinfonie di Mozart. Ma l'indipendenza dei fiati e la maggiore interazione delle parti, e il fatto che il secondo gruppo tematico contenga diversi temi rispetto alle sinfonie giovanili, sono alcuni elementi che distinguono questo movimento dai movimenti delle sue prime sinfonie. Di seguito, l'incipit del movimento:

### Andante con moto
Il secondo movimento, Andante con moto, è in La bemolle maggiore e in tempo 2/4. La struttura è in forma-sonata abbreviata, ovvero priva dello sviluppo: il movimento inizia dolcemente con i soli archi, per poi espandere il suono al resto dell'orchestra. Il materiale melodico principale è tranquillo, mentre alcune transizioni all'interno del movimento sono più frenetiche. Contiene un tema secondario molto energico, che è anche soggetto a uno sviluppo più considerevole di quanto ci si aspetterebbe per un movimento lento. Di seguito, l'incipit del movimento:

### Minuetto: Allegro - Trio
Il terzo movimento, Minuetto: Allegro - Trio, è in Mi bemolle maggiore e in tempo 3/4. Il minuetto ha carattere energico e deciso, mentre il trio ha una sonorità più raccolta ed è basato su un Ländler, una danza popolare austriaca molto in voga ai tempi di Mozart. Il carattere più intimo è messo in risalto dal secondo clarinetto, che suona arpeggi nel registro basso, mentre l'accompagnamento degli archi è ridotto al minimo. Di seguito, gli incipit del minuetto e del trio:

### Allegro
Il quarto e ultimo movimento, Allegro, riprende la tonalità iniziale di Mi bemolle maggiore, l'indicazione del tempo è di 2/4 e segue la forma-sonata. Si tratta di una vivace dimostrazione di abilità contrappuntistica. Come nel quintetto per archi n. 5 in K 593, il tema principale è fondamentalmente una scala, ascendente e discendente, che percorre quasi tutta la lunghezza del brano. Anche lo sviluppo è interamente costruito da elaborazioni del tema iniziale, con alcuni passaggi in tonalità minore. Non esiste alcuna coda, ma sia l'esposizione che lo sviluppo, fino alla fine della ripresa, sono spesso ripetute. Di seguito, l'incipit del movimento: